# Paramastax
Paramastax, también denominados saltamontes payasos o saltamontes mono, es un género de insectos ortópteros descrito por primera vez por Malcolm Burr en 1899. Forma parte de la familia Eumastacidae. Este género, es actualmente representado por 13 especies neotropicales, de estas, siete fueron reportadas en Colombia: Paramastax duquei, Paramastax aprilei, Paramastax lingulata, Paramastax mariaetheresiae, Paramastax mutilata, Paramastax poecilosoma y Paramastax rosenbergi.
Los saltamontes que pertenecen a Eumastacidae, exhiben una combinación ecléctica de colores amarillos, rojos, verdes y azules metálicos.

## Morfología
Los caracteres de las especies varían significativamente en su morfología externa. Sin embargo, estas características no son suficientes para realizar una descripción específica, por lo que es necesario estudiar su complejo fálico. El complejo fálico tiene variaciones extraordinarias interespecíficas lo que lo convierte en un carácter fundamental para realizar su identificación taxonómica. Los insectos pertenecientes al género paramastax pueden ser desde macrópteros, braquípteros, macrópteros y subapteros.

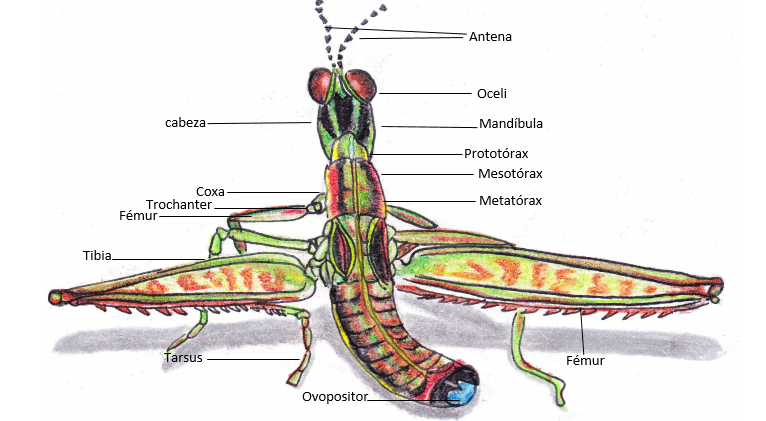
Morfología externa Paramastax rosenbergi

## Ciclo de vida
Los integrantes del género Paramastax tienen un ciclo de vida paurometabolo, en el cual las formas jóvenes tienen la misma alimentación que las formas adultas. De igual forma, los juveniles ocupan el mismo ambiente o espacio que los adultos. Desde la ovoposición, los huevos pueden tardar en eclosionar de 3 a 4 semanas. Al ocurrir esto salen los primeros estadios ninfales que sufren una serie de mudas hasta llegar al estadio adulto. Durante este desarrollo post embrionario no hay cambios morfológicos significativos ya que solo se evidencia un aumento de tamaño en el tórax y abdomen, crecimiento de las antenas, desarrollo de las alas y maduración de órganos sexuales.

## Reproducción
Una de las características de estos organismos es la Estridulación la cual juega un papel muy importante en la comunicación entre sexos para el momento de cópula. El macho inicia estos sonidos vibracionales frotando partes de su cuerpo como entre las patas traseras o en algunos casos con las alas para que las hembras al percibir estos sonidos sean atraídas. Al encontrarse macho y hembra es posible que ocurra otro fenómeno llamado Tremulación, este consiste en el movimiento o vibración de una estructura del cuerpo como el abdomen o las patas el cual tiene como finalidad indicar el inicio de la pre-cópula. Al montar la hembra, esta puede quedarse quieta o rechazar al macho inclinando su abdomen 90° impidiendo que haya contacto genital. Así mismo durante la copula es probable que se mantengan estos movimientos tremulantes por parte del macho.

## Distribución
En términos generales se encuentran distribuidos en el neotropico,  específicamente, las especies registradas se han reportado en: Colombia, Ecuador, Perú, Brasil, República de Costa Rica, República de El Salvador y Bolivia. Se encuentra en sitios húmedos, más o menos abiertos, con vegetación variada. La gran variabilidad de zonas de vida en donde se puede encontrar el género Paramastax indica una gran disponibilidad en relación con el alimento, refugio entre otras diferentes dimensiones del nicho.

## Dieta
Los insectos del género Paramastax presentan una alimentación herbívora, se alimentan mayormente de hierba, pero también pueden comer a partir de flores y hojas.

## Especies
- Paramastax alba Porras, 2011
- Paramastax annulipes Hebard, 1924
- Paramastax aprilei Descamps, 1971
- Paramastax cordillerae Saussure, 1903
- Paramastax duquei Descamps, 1971
- Paramastax exigai Descamps, 1971
- Paramastax flavovittata Descamps, 1973
- Paramastax hirsutum Porras, 2011
- Paramastax lingulata Descamps, 1973
- Paramastax mariaetheresiae Descamps, 1971
- Paramastax montealegre Porras, 2011
- Paramastax mutilata Serville, 1838
- Paramastax nigra Scudder, 1875
- Paramastax poecilosoma Hebard, 1923
- Paramastax pusilla Descamps, 1979
- Paramastax rosenbergi Burr, 1899